# Gaintza
Gaintza település Spanyolországban, Gipuzkoa tartományban. Gaintza Baliarrain, Abaltzisketa és Altzaga községekkel határos. Lakosainak száma 124 fő (2024).

## Népesség
A település népessége az utóbbi években az alábbiak szerint változott:
| Lakosok száma | 137  | 125  | 132  | 132  | 130  | 120  | 121  | 128  | 126  | 124  |
|               | 2001 | 2004 | 2006 | 2009 | 2011 | 2014 | 2016 | 2019 | 2021 | 2024 |